# Podgora-domb
A Podgora-domb (olaszul: monte Podgora vagy monte Calvario; szlovénül: Podgora vagy Kalvarija) egy domb az Isonzó folyó jobb partján Olaszországban, az északi Friuli-Venezia Giulia régióban, Gorizia városnál.
Magassága mindösssze 240 méter körüli, de kiemelkedik az Isonzó völgyéből. Látszik róla az Isonzó folyó, a goriziai síkság,  Goriška brda dombvidéke, a Sveta Gora-hegy (vagy Monte Santo), a San Gabriele-hegy és délebbre a San Gabriele-hegy. 
A csúcs és környéke „a Három Kereszt” néven ismert. Itt vannak az isonzói csaták emlékművei.

## Neve
Nevének magyar jelentése Kálvária hegy.
Első világháborús hadszíntér volt, az Osztrák-Magyar Monarchia seregei tartotta görzi hídfő déli bástyája, ahogy a tőle északra elterülő magasabb Sabotin is. Mivel a magyar haditudósításokban a Podgora név szerepelt, ez az elterjedt magyar neve. Podgorának az itt lévő faluról nevezték. Ennek szlovén neve Podgora, mai olasz neve Piedimonte del Calvario (Gorizia városrésze). A hegy déli irányban Lucinico település, Gorizia egy másik városrésze felé lejt, és itt a 188 méteres szintnél van a Kálvária néven ismert hely.

## Az első világháborúban
Kis tengerszint feletti magassága ellenére a Nagy Háborúban hírhedt erődítmény volt. Az olasz csapatok számos kísérletet tettek az elfoglalására, és eközben nagy veszteségeket szenvedtek. Nagyon sok magyar katona is itt veszett.
A negyedik isonzói csata része volt a podgorai csata. Ennek az olaszok számára emlékezetes momentuma a Casale-ezred rohama, amelynek során többek közt a trieszti irredenta író Scipio Slataper is elesett. a Podgorát végül a hatodik isonzói csata során sikerült az olaszoknak úgy elfoglalniuk, hogy meg is tudták tartani.

## Fordítás
Ez a szócikk részben vagy egészben  a   Monte Calvario (Gorizia) című olasz Wikipédia-szócikk ezen változatának fordításán alapul.  Az eredeti cikk szerkesztőit annak laptörténete sorolja fel. Ez a jelzés csupán a megfogalmazás eredetét és a szerzői jogokat jelzi, nem szolgál a cikkben szereplő információk forrásmegjelöléseként.